# Karl-Heinz Zimmermann
Karl-Heinz Zimmermann (* 31. Dezember 1956 in Bayreuth; † 21. August 2023) war Informatikprofessor an der Technischen Universität Hamburg.

## Werdegang
Zimmermann studierte Informatik und Mathematik an der Universität Erlangen, promovierte dort 1987 in Theoretischer Informatik bei Horst Müller und habilitierte 1994 in Mathematik an der Universität Bayreuth bei Adalbert Kerber. Er war Fulbright-Stipendiat an der Princeton University bei Sun-Yuan Kung, Heisenberg-Stipendiat an der Universität Karlsruhe bei Thomas Beth sowie Visiting Professor an den Universitäten Cornell und Princeton. Zimmermann arbeitete auf den Gebieten Algebra und Theoretische Informatik. Er war Associate Editor mehrerer wissenschaftlicher Zeitschriften und hat mehr als 120 wissenschaftliche Artikel veröffentlicht. Seine Erdős-Zahl ist 3.
Karl-Heinz Zimmermann verstarb am 21. August 2023.

## Werke
- Anton Betten, Harald Fripertinger, Adalbert Kerber, Alfred Wassermann, Karl-Heinz Zimmermann: Codierungstheorie : Konstruktion und Anwendung linearer Codes. Springer, Berlin, Heidelberg 1998, ISBN 978-3-540-64502-3, doi:10.1007/978-3-642-58973-7.
- Karl-Heinz Zimmermann: Introduction to Protein Informatics. Kluwer Academic Publ., Boston 2003, ISBN 1-4020-7578-2, doi:10.1007/978-1-4419-9210-9.
- Karl-Heinz Zimmermann: Diskrete Mathematik. BoD, Norderstedt 2006, ISBN 3-8334-5529-2, doi:10.15480/882.1023.
- Karl-Heinz Zimmermann, Israel Martínez-Pérez, Zoya Ignatova: DNA Computing Models. Springer, Boston 2008, ISBN 978-0-387-73635-8, doi:10.1007/978-0-387-73637-2.
- Karl-Heinz Zimmermann: Algebraic Statistics. 3.  Auflage. Universitätsbibliothek der Technischen Universität Hamburg, Hamburg 2016, doi:10.15480/882.1273.
- Karl-Heinz Zimmermann: Inference and Learning in Stochastic Automata. In: IJPAM. Band 115, Nr. 3, 2017, S. 621–639, doi:10.12732/ijpam.v115i3.15.
- Muhammad Kashif Hanif, Karl-Heinz Zimmermann: Accelerating Viterbi algorithm on graphics processing units. In: Computing. Band 99, Nr. 11, 2017, S. 1105–1123, doi:10.1007/s00607-017-0557-6.
- Karl-Heinz Zimmermann: 101 Discrete Algebraic Structures - Stack Exchange. Universitätsbibliothek der Technischen Universität Hamburg, Hamburg 2017, doi:10.15480/882.1437.
- Karl-Heinz Zimmermann: Computations in stochastic acceptors. 2018, arxiv:1812.09687.
- Karl-Heinz Zimmermann: Computability Theory. Universitätsbibliothek der Technischen Universität Hamburg, Hamburg 2019, doi:10.15480/882.2318.
- Karl-Heinz Zimmermann: Curves, Cryptosystems, and Quantum Computing. Universitätsbibliothek der Technischen Universität Hamburg, Hamburg 2019, doi:10.15480/882.2319.
- Robert Leppert, Karl-Heinz Zimmermann: Inference in Graded Bayesian Networks. 2019, arxiv:1901.01837.
- Vincent Knapps, Karl-Heinz Zimmermann: Distributed Monitoring of Topological Events via Homology. 2019, arxiv:1901.04146.
- Merve Nur Cakir, Karl-Heinz Zimmermann: On Stochastic Automata over Monoids. 2020, arxiv:2002.01214.
- Merve Nur Cakir, Karl-Heinz Zimmermann: On the Decomposition of Generalized Semiautomata. 2020, arxiv:2004.08805.
- Karl-Heinz Zimmermann: Berechenbarkeit. In: Series essentials. Springer, 2020, doi:10.1007/978-3-658-31739-3.
- Karl-Heinz Zimmermann: Computability Theory. Universitätsbibliothek der Technischen Universität Hamburg, Hamburg 2020, doi:10.15480/882.2897.
- Merve Nur Cakir, Mehwish Saleemi, Karl-Heinz Zimmermann: Dynamic Programming in Topological Spaces. 2020, arxiv:2010.12266.
- Karl-Heinz Zimmermann: On Krohn-Rhodes Theory for Semiautomata. 2020, arxiv:2010.16235.
- Karl-Heinz Zimmermann: Das Informatik-Bachelorstudium an der TUHH (2021/22). Universitätsbibliothek der Technischen Universität Hamburg, Hamburg 2021, doi:10.15480/882.3307.
- Merve Nur Cakir, Mehwish Saleemi, Karl-Heinz Zimmermann: On the Theory of Stochastic Automata. 2021, arxiv:2103.14423.
- Karl-Heinz Zimmermann: Soft Computing - Introduction to Machine Learning. Universitätsbibliothek der Technischen Universität Hamburg, Hamburg 2021, doi:10.15480/882.3652.
- Karl-Heinz Zimmermann: Computability Theory. Universitätsbibliothek der Technischen Universität Hamburg, Hamburg 2021, doi:10.15480/882.3651.
- Karl-Heinz Zimmermann: Curves, Cryptography and Quantum Computing. Universitätsbibliothek der Technischen Universität Hamburg, Hamburg 2021, doi:10.15480/882.3649.
- Merve Nur Cakir, Mehwish Saleemi, Karl-Heinz Zimmermann: On the decomposition of generalized semiautomata. In: WSEAS Transactions of Information Science and Applications. Band 18, 2021, S. 34–38, doi:10.37394/23209.2021.18.6.
- Merve Nur Cakir, Mehwish Saleemi, Karl-Heinz Zimmermann: Dynamic programming in topological spaces. In: WSEAS Transactions on Computers. Band 20, 2021, S. 88–91, doi:10.37394/23205.2021.20.11.
- Merve Nur Cakir, Mehwish Saleemi, Karl-Heinz Zimmermann: Cascade products of stochastic automata. In: WSEAS Transactions on Computers. Band 20, 2021, S. 168–175, doi:10.37394/23205.2021.20.17.
- Anna-Maria Liebhoff: Detection of pathogenic infections in neurological disorders through recycling of gene expression data. PhD Thesis, Universitätsbibliothek der Technischen Universität Hamburg, Hamburg 2021 (tuhh.de).
- Afshin Poorkhanalikoudehi, Karl-Heinz Zimmermann: Cellular automaton for kidney branching morphogenesis. In: WSEAS Transactions on Biology and Biomedicine. Band 18, 2021, S. 170–182, doi:10.37394/23208.2021.18.20.
- Muhammad Kashif Hanif, Karl-Heinz Zimmermann, Asad Anees: Accelerating all-pairs shortest path algorithms for bipartite graphs on graphics processing units. In: Multimedia Tools and Applications. Springer, 2022, doi:10.1007/s11042-022-12066-0.
- Karl-Heinz Zimmermann: Abzählungstheorie nach Polya. In: Series essentials. Springer, 2022, doi:10.1007/978-3-658-36498-4.
- Karl-Heinz Zimmermann: Das Hidden-Markov-Modell. In: Series essentials. Springer, 2022, doi:10.1007/978-3-662-65968-7.
- Karl-Heinz Zimmermann: Gröbnerbasen. Bibliothek TUHH, 2023.
- Karl-Heinz Zimmermann: Verbände. Bibliothek TUHH, 2023.
- Karl-Heinz Zimmermann: Stochastische Automaten. Bibliothek TUHH, 2023.

## Patente
- M. Volkmer, S. Wallner, K.-H. Zimmermann: Verfahren und Vorrichtung zur Geheimschlüsselerzeugung, DE, 2005.
- I. Martinez-Perez, Z. Ignatova, K.-H. Zimmermann: Rechengen/Computer Gene/Gene de Calcul, DE/EN/US, 2007-09.